# Eleccions generals d'Irlanda del Nord de 1975
Les eleccions generals d'Irlanda del Nord de 1975 tingueren com a objecte escollit la Convenció Constitucional que havia d'aprovar una nova constitució per a Irlanda del Nord, i es van celebrar l'1 de maig de 1975.
Després del fracàs del govern format després dels Acords de Sunningdale, el juliol de 1974 el govern de Harold Wilson va aprovar un nou projecte constitucional per a Irlanda del Nord i convocà noves eleccions. Els partits agrupats en l'UUUC no arribaren a un acord amb el SDLP i practicaren sovint l'obstruccionisme, de tal manera que el maig de 1976 el govern britànic decidí governar directament el territori.

## Resultats
| Partit                              | Líder             | Vot popular | %     | Escons | Canvi (de 1973) |
| Partit Unionista (UUUC)             | Harry West        | 167.214     | 25,4% | 19     | +10             |
| SDLP                                | Gerry Fitt        | 156.042     | 23,7% | 17     | -2              |
| Partit Democràtic Unionista (UUUC)  | Ian Paisley       | 97.073      | 14,8% | 12     | +4              |
| Vanguard (UUUC)                     | William Craig     | 83.507      | 12,7% | 14     | +7              |
| Aliança                             | Oliver Napier     | 64.657      | 9,8%  | 8      |                 |
| Partit Unionista d'Irlanda del Nord | Brian Faulkner    | 50.891      | 7,7%  | 5      |                 |
| Laboristes                          | David Bleakey     | 9.102       | 1,4%  | 1      | -1              |
| Unionista independent               | Hugh Smyth        | 13.775      | 1,9%  | 1      |                 |
| Clubs Republicans                   | Tomás Mac Giolla  | 14.515      | 2,2%  |        |                 |
| Lleialista independent              | Frank Millar      | 5.687       | 0,9%  | 1      |                 |
| Independent                         |                   | 4.091       | 0,6%  |        |                 |
| Partit Unionista (dissidents)       |                   | 2.583       | 0,4%  |        |                 |
| Independent                         |                   | 2.052       | 0,3%  |        |                 |
| Comunistes                          | Michael O'Riordan | 378         | 0,1%  |        |                 |